# 설혜영
설혜영(楔惠永, 1978년 7월 14일, 서울특별시 ~ )은 대한민국의 제6·8대 서울특별시 용산구의원이다.

## 학력
- 1997.03 ~ 2003.02 단국대학교 정치외교학 학사 졸업
- 2008 서울시립대학교 도시과학대학원 도시행정학 석사 졸업

## 경력
- 보광한남 어린이도서관 관장
- 민주노동당 서울시당 용산구 위원회 부위원장
- 민주노동당 서울시당 뉴타운재개발특별위원회 기획위원
- 용산구 친환경 급식네트워크 추진위원
- 2010.07 ~ 2014.06 제6대 서울특별시 용산구의회 의원
- 2010.07 ~ 2012.07 제6대 서울특별시 용산구의회 전반기 복지건설위원회 위원
- 2010.07 ~ 2012.07 제6대 서울특별시 용산구의회 전반기 예산결산특별위원회 위원
- 2010.09 ~ 2012.05 제6대 서울특별시 용산구의회 용산뉴타운지역개발조사특별위원회 위원
- 2010.11 ~ 2012.06 제6대 서울특별시 용산구의회 공공건축물운영실태조사특별위원회 위원
- 2012.07 ~ 2014.06 제6대 서울특별시 용산구의회 후반기 운영위원회 부위원장
- 2012.07 ~ 2014.06 제6대 서울특별시 용산구의회 후반기 복지건설위원회 위원
- 2012.07 ~ 2014.06 제6대 서울특별시 용산구의회 후반기 예산결산특별위원회 위원
- 2013.01 ~ 2014.02 제6대 서울특별시 용산구의회 용산도시개발조사특별위원회 위원
- 2013.08 ~ 2013.09 제6대 서울특별시 용산구의회 한강로화상경마장건축허가적법시행여부조사를위한조사특별위원회 위원
- 2018.07 ~ 2022.06 제8대 서울특별시 용산구의회 의원
- 2018.07 ~ 2020.07 제8대 서울특별시 용산구의회 전반기 운영위원회 위원
- 2018.07 ~ 2020.07 제8대 서울특별시 용산구의회 전반기 복지건설위원회 위원장
- 2018.07 ~ 2020.07 제8대 서울특별시 용산구의회 전반기 예산결산특별위원회 위원
- 2019.10 ~ 2019.10 제8대 서울특별시 용산구의회 효율적인청소행정체계구축특별위원회 위원
- 2020.07 ~ 2022.06 제8대 서울특별시 용산구의회 후반기 행정건설위원회 위원
- 2020.07 ~ 2022.06 제8대 서울특별시 용산구의회 후반기 예산결산특별위원회 위원

## 수상
- 2011 서울장애인인권포럼 장애인정책 우수의원
- 2013 중증장애인독립생활연대 용산구 장애인복지 의정활동 우수의원
- 2014 2013 지방의원 매니페스토 약속대상 기초의원부문 대상

## 역대 선거 결과
|  | 8.98% |

|  | 13.90% |

|  | 14.06% |

|  | 15.97% |

|  | 10.64% |

## 참고 자료
- 공식 블로그
- 설혜영 - X